# Rugby 7 en los Juegos Bolivarianos
El Torneo de rugby 7 es una de las disciplinas por equipos más recientes que se han incluido en los Juegos Bolivarianos.
El torneo se disputa desde el año 2013 en ramas femenina y masculina.

## Historia
Para los Juegos de Trujillo 2013 se incluyó el Rugby 7 como disciplina en la justa Bolivariana lo anterior gracias al retorno del Rugby a los Juegos Olímpicos si bien los juegos históricamente solo incluían a las naciones liberadas por Simón Bolívar desde la primera edición de Seven bolivariano se ha incluido a Uniones de Rugby en mayor grado de desarrollo como Chile y Paraguay lo anterior para fortalecer y mejorar el nivel de las naciones Bolivarianas.
La primera edición de 2013 disputado en Trujillo, Perú, coronó a Chile en la rama masculina y a Colombia en la femenina como los primeros campeones del torneo.
En el torneo de 2017, los seleccionados de Chile y Colombia, en rama masculina y femenina respectivamente, obtienen el bicampeonato de la competición.
En la edición de 2022, en el torneo desarrollado en Valledupar, Colombia, Paraguay obtiene por primera vez la medalla de oro en la categoría femenina, mientras que en la rama masculina el seleccionado de Chile obtiene el tricampeonato.

## Torneo masculino

### Ediciones
| Evento             | Oro          | Plata        | Bronce       |
| ------------------ | ------------ | ------------ | ------------ |
| Trujillo 2013      | Chile        | Colombia     | Paraguay     |
| Santa Marta 2017   | Chile        | Paraguay     | Colombia     |
| Valledupar 2022    | Chile        | Colombia     | Venezuela    |
| Ayacucho 2024      | Chile        | Colombia     | Perú         |
| Lima-Ayacucho 2025 | A disputarse | A disputarse | A disputarse |

### Medallero
| Núm. | País      | Oro | Plata | Bronce | Total |
| ---- | --------- | --- | ----- | ------ | ----- |
| 1    | Chile     | 4   | 0     | 0      | 4     |
| 2    | Colombia  | 0   | 3     | 1      | 4     |
| 3    | Paraguay  | 0   | 1     | 1      | 2     |
| 4    | Perú      | 0   | 0     | 1      | 1     |
| 4    | Venezuela | 0   | 0     | 1      | 1     |
|      | Total     | 4   | 4     | 4      | 12    |

## Torneo femenino

### Ediciones
| Evento             | Oro          | Plata        | Bronce       |
| ------------------ | ------------ | ------------ | ------------ |
| Trujillo 2013      | Colombia     | Venezuela    | Perú         |
| Santa Marta 2017   | Colombia     | Paraguay     | Perú         |
| Valledupar 2022    | Paraguay     | Colombia     | Venezuela    |
| Ayacucho 2024      | Colombia     | Chile        | Perú         |
| Lima-Ayacucho 2025 | A disputarse | A disputarse | A disputarse |

### Medallero
| Núm. | País      | Oro | Plata | Bronce | Total |
| ---- | --------- | --- | ----- | ------ | ----- |
| 1    | Colombia  | 3   | 1     | 0      | 4     |
| 2    | Paraguay  | 1   | 1     | 0      | 2     |
| 3    | Venezuela | 0   | 1     | 1      | 2     |
| 4    | Chile     | 0   | 1     | 0      | 1     |
| 5    | Perú      | 0   | 0     | 3      | 3     |
|      | Total     | 4   | 4     | 4      | 12    |

## Medallero histórico ambas ramas
Actualizado hasta Ayacucho 2024
| # | País      | Oro | Plata | Bronce | Total |
| - | --------- | --- | ----- | ------ | ----- |
| 1 | Chile     | 4   | 1     | 0      | 5     |
| 2 | Colombia  | 3   | 4     | 1      | 8     |
| 3 | Paraguay  | 1   | 2     | 1      | 4     |
| 4 | Venezuela | 0   | 1     | 2      | 3     |
| 5 | Perú      | 0   | 0     | 4      | 4     |